# 防止強迫維吾爾人勞動法
《防止强迫维吾尔人劳动法》（英語：Uyghur Forced Labor Prevention Act，縮寫：UFLPA）是美國2021年12月23日生效的法律，該法規定禁止進口所有來自新疆的產品，除非企業提供明確與令人信服的證據，證明它們的供應鏈裡面無強迫勞動，才可以獲准進口。

## 立法过程
2020年3月，該法案由美國參眾兩院十幾位兩黨議員於聯署提案（H.R. 6210），發起人包括美国国会及行政当局中国委员会主席、民主黨眾議員吉姆·麦克高文、委員會共同主席、共和黨參議員马克罗·鲁比奥與曾經擔任過該委員會主席的共和黨眾議員克里斯·史密斯等人。該法案於2020年9月22日在美國眾議院以406票贊成，3票反對而順利通過（另外有22名議員未投票）。根據《華盛頓郵報》2020年11月21日報道，蘋果公司曾游說參議院國會議員反對該法案。
2021年1月27日，於美国参议院重新提案（S. 65），6月24日，美国参议院外交委员会以口头表决方式无异议通过，7月14日，美国参议院以口頭表決通过。12月8日，美国众议院以428票贊成，1票反對通過該院版本的法案（H.R. 1155），規定未来不管是全部或者部分在新疆制造的商品，都会被预设为涉及强迫劳动、不得进口。其后，美国两院协调两个法案，形成统一文本。
2021年12月14日，美国众议院又以口頭表決通过《防止强迫维吾尔人劳动法》的最终协调版（H.R. 6256）。12月16日，美國參議院也通過這一版本的法案。12月23日，美国总统乔·拜登签署法案，该法案正式成为美国法律。

## 影響

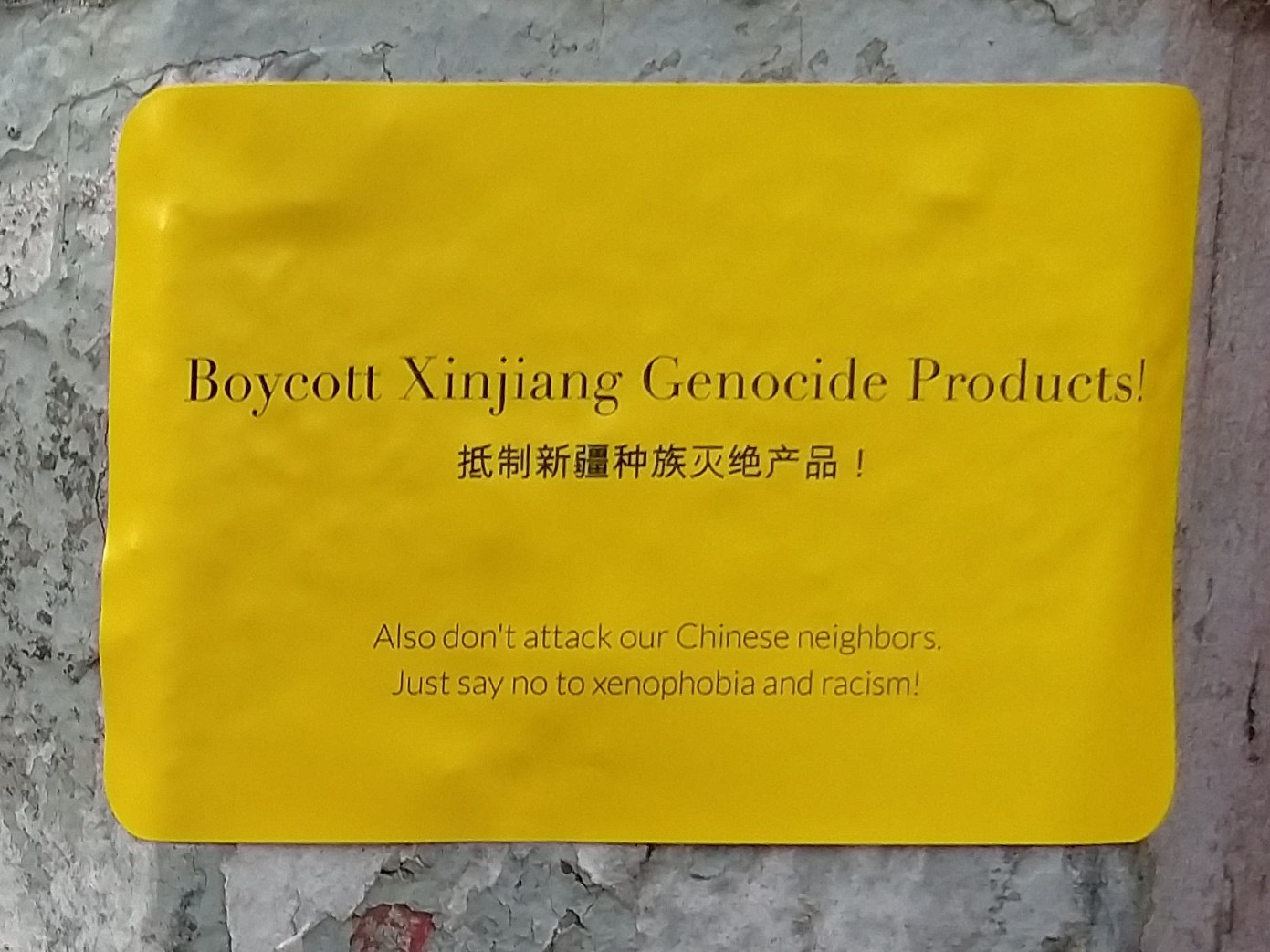
2020年9月，有纽约大学学生在校内张贴标语，呼吁抵制新疆产品和停止对华裔的种族歧视

由於新疆是中華人民共和國主要的棉花產區，佔全球生產總量的20%，法案如果生效，中國的大部分輸美棉花產品可能會被禁。美國國會通過《防止強迫維吾爾勞動法》後，良好棉花發展協會（BCI）隨後有抵制新疆棉花的倡議。
2020年9月14日，美国国土安全部禁止从新疆以下四个实体进口产品：洛普县第四职业技能教育培训中心、洛浦县发制品工业园、 伊犁卓万制衣制造有限公司、保定来生商贸有限公司和新疆准噶尔棉麻有限责任公司。
2021年3月24日，中國共青團在新浪微博上批判了作為BCI會員的H&M於2020年9月發布的一份聲明，該集團在聲明中稱「不與位於新疆的任何服裝製造工廠合作，也不從該地區採購產品或原材料」，被認為對維吾爾族種族滅絕表態，而在中國社交網絡上遭到中國官媒和中國網民發起抵制。
2021年9月，中国晶科能源控股有限公司的部分太阳能电池板被美国海关和边境保护局扣押。美方給出的理由是這些太阳能电池板可能含有新疆强迫劳动生产的材料。
2021年10月28日至11月3日，美國海關以產品涉及強迫維吾爾人勞動為由扣留了隆基股份出口到美國的40.31兆瓦太陽能板組件產品，佔公司2020年度出口美國銷量的1.6%。
路透社表示，自2022年6月21日至10月25日，美國海關和邊境保護局根據防止強迫維吾爾人勞動法扣押了1053批來自中國的太陽能設備。
2023年6月9日，美国联邦政府在联邦公报发表声明，因纳思达、中泰化学参与针对维吾尔族及其他受迫害群体的商业行为，而被列入《维吾尔强迫劳动预防法案》的实体清单。
2023年9月26日，由美国国土安全部牵头的跨机构组织强迫劳动执法工作组将新疆众泰集团股份有限公司、新疆天山羊毛纺织股份有限公司和新疆天棉基业纺织有限公司列入《防止强迫维吾尔人劳动法》实体清单。
2024年6月11日，美国国土安全部宣布，将分别来自海鲜、铝业和鞋业的三家中国公司列入《防止强迫维吾尔人劳动法》实体清单。

## 中華人民共和國反應
美國總統拜登簽署該法案後，中國全国人大外事委员会、全国政协外事委员会、中华人民共和国外交部紛紛表示反對。中华人民共和国外交部认为该方案是对新疆人权状况的恶意诋毁，违反了国际法和国际关系基本准则，干涉中国内政，违背了市场规则和商业道德，将会破坏全球产业链供应链稳定，扰乱国际贸易秩序。并有中国专家认为推动该法案的人是希望中美脱钩，中国方面应该理性地应对。
中國新疆廠商已將半成品出口至其他亞洲國家，加工後賣到美國，以此繞過法例的限制。

## 各界評論
美國獨立研究員Pierfilippo M. Natta指，世界似乎忽視了維吾爾人的情況沒有改善的事實。法案的主要推動者魯比歐游說取消了上市公司須向美国证券交易委员会報告它們與中國的聯繫的條款，導致法案效力減弱，並強調「仲裁庭的裁決雖然不具約束力，但提供了維吾爾人困境的深刻現實感。」。